# Colobosaura kraepelini
Colobosaura kraepelini — вид ящірок родини гімнофтальмових (Gymnophthalmidae). Ендемік Парагваю. Вид названий на честь німецького біолога Карла Крепеліна. Раніше він вважався конспецифічним з Colobosaura modesta, однак за результатами дослідження 2017 року був визнаний окремим видом.

## Поширення і екологія
Colobosaura kraepelini мешкають в регіоні Вологого Чако на сході Парагваю. Вони живуть в саванах Чако, що складаються з пальм Copernicia alba, чагарників і дерев.